# 科技舞曲
科技舞曲，又称为高科技舞曲、鐵克諾或泰克诺音乐，是一種電子舞曲音乐类型，發源於20世纪80年代中期到晚期的美國密西根州底特律。音乐速度（BPM）在每分钟120—150拍，拍号为
拍，通常以重复的四板节拍为特征。艺术家可以使用电子乐器，例如鼓机、音序器和合成器，以及数字音频工作站。20世纪80年代的鼓机（例如罗兰公司的罗兰TR-808和罗兰TR-909）备受推崇，这种复古乐器的软件模拟在这种风格中很受欢迎。在1988年，「Techno」一詞首度被用作標示音樂類型，如今舞池上各種曲風五花八門，族繁不及備載，然而底特律科技舞曲仍被視為所有分支曲風的基底。
樂風成形始於兩種音樂的融合：來自白人的歐陸電音子音樂，例如发电站乐队（Kraftwerk），以及放克、电子、芝加哥浩室與電聲爵士等美國黑人音樂；除此之外，與美國晚期資本主義社會相關，充滿未來感的科幻主題也對鐵可諾影響深遠，尤其是艾文·托佛勒 （Alvin Toffler）的著作《第三波》（The Third Wave）。鐵克諾製作人始祖胡安·阿特金斯（Juan Atkins）曾說過，他之所以用「Techno」來形容自己所創造的音樂風格，就是受到托佛勒發明的詞彙「Techno叛軍」（"techno rebels"）啟發所致；基於以上獨特影響元素，人們會將鐵克諾納入一種稱黑人未來派主義（afrofuturism）的美學概念。對德里克·梅（Derrick May）等製作人來說，將靈魂從肉身移轉至機械，是他們的中心思想，一種科技靈魂的表現；從這角度切入，「鐵克諾舞曲擊潰了狄奧多·阿多諾（Theodor Adorno）所認為機械化對現代意識造成的疏離效果」。

## 起源

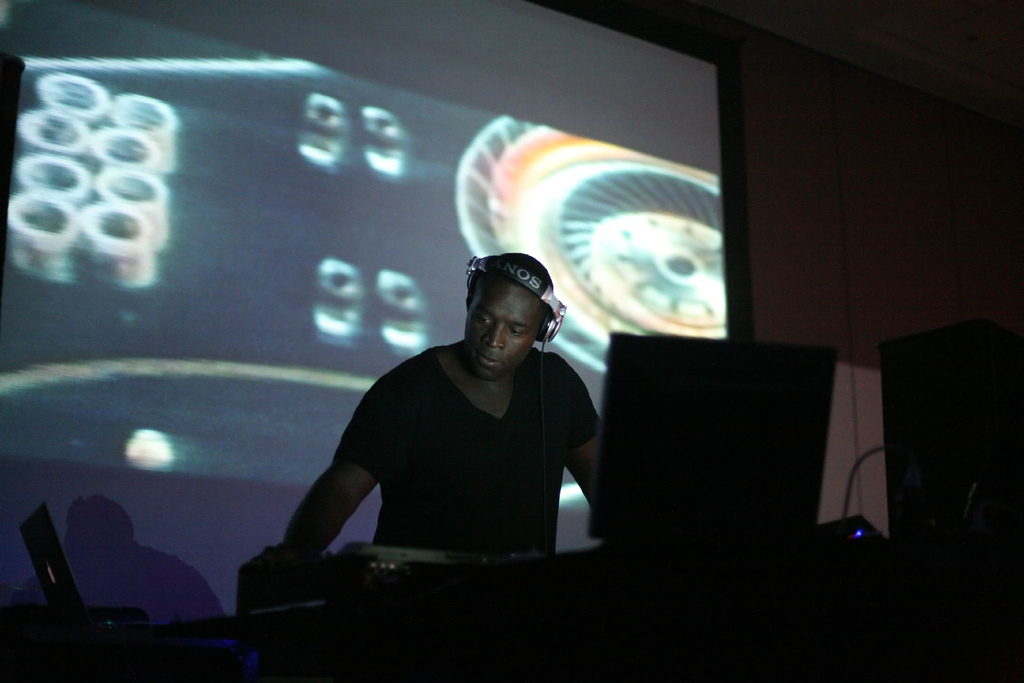
底特律三巨頭之一：凱文·桑德森

鐵克諾的最初藍圖，眾所皆知始於80年代中期的密西根州底特律市；由胡安·阿特金斯、凱文·桑德森（Kevin Saunderson）與德里克·梅（俗稱底特律三巨頭〔The Belleville Three〕）和艾迪·福克斯（Eddie Fowlkes）等人所創，當時四人皆就讀靠近底特律的貝爾維爾高中（Belleville High），而到了80年代尾聲，他們皆已在不同的藝名下錄製並發行作品：阿特金斯的藝名為Model 500、Flintstones與Magic Juan，福克斯為「閃光」艾迪·福克斯（Eddie "Flashin" Fowlkes），桑德森為Reese、Keynotes與Kaos，梅為Mayday、R-Tyme與Rhythim Is Rhythim。這段期間，四人也曾一起合作過幾次，其中市場上最成功的例子，即是阿特金斯與桑德森（還有詹姆斯·彭寧頓〔James Pennington〕與亞瑟·佛瑞斯特〔Arthur Forest〕）的合作企劃－Inner City首張單曲〈Big Fun〉（页面存档备份，存于）。

### 校園時期
在成名之前，阿特金斯、桑德森、梅、福克斯，這幾位初試啼聲的年輕音樂人，常常互相交換混音帶，一起夢想成為大DJ。他們也共同從《午夜放克聯盟》（Midnight Funk Association）中獲得音樂靈感，那是一齣長達五小時，音樂內容兼容並蓄的深夜電台節目，而且在各大底特律廣播電台皆有播放。該節目從1977年到80年代中期由一名人稱「放電咒術師」查爾斯·強森的DJ（DJ Charles "The Electrifying Mojo" Johnson）所主持。在咒術師的節目，你會聽到喬奇歐·莫拉德（Giorgio Moroder）、Kraftwerk與Tangerine Dream等歐陸電子音樂，Parliament的放克音樂，還有適合跳舞的新浪潮（new wave）音樂，例如Devo和the B-52's。阿特金斯曾說道：
他（咒術師）會大力放送Parliament和Funkadelic。那兩團當時在底特律很紅。他們甚至可以說是'79年迪斯可（disco）無法在底特律生根的主要原因。咒術師當時會放很多放克音 樂，為的就是不想跟當時已經轉而放迪斯可的電台一樣。〈Knee Deep〉]的出現只是壓死駱駝的最後一跟稻草，宣告迪斯可的死期。
雖然迪斯可熱潮在底特律為期不長，卻啟發許多人開始混音接歌，阿特斯金即是一例，阿特金斯後來教梅如何接歌，到了1981年「魔術胡安」（"Magic Juan"）、「Mayday」德里克（Derrick "Mayday"）與其他三人（其中一位便是「閃亮」艾迪·福克斯）就組成派對團體Deep Space Soundworks（又稱Deep Space），在1980或1981年他們還遇到咒術師，並提議提供節目混音帶來播放；該提議於隔年生效。
在70年代末、80年代初，高中學生舞廳成了孕育鐵克諾的溫床。年輕派對發起者利用新DJ與他們的音樂，迎合當地年輕觀眾的喜好，成功發展並培養當地舞曲環境。隨著當地舞廳日漸走紅，DJ們也開始集結成團，以便向舞廳推銷他們的混音接歌技巧與音響系統，迎合與日俱增的聽眾；當時當地的教堂活動中心、空倉庫、辦公室、YMCA禮堂，都是早期吸引未滿十八歲聽眾的派對舉辦地點，也是音樂逐漸成長定型的場所。

### 胡安·阿特金斯（Juan Atkins）

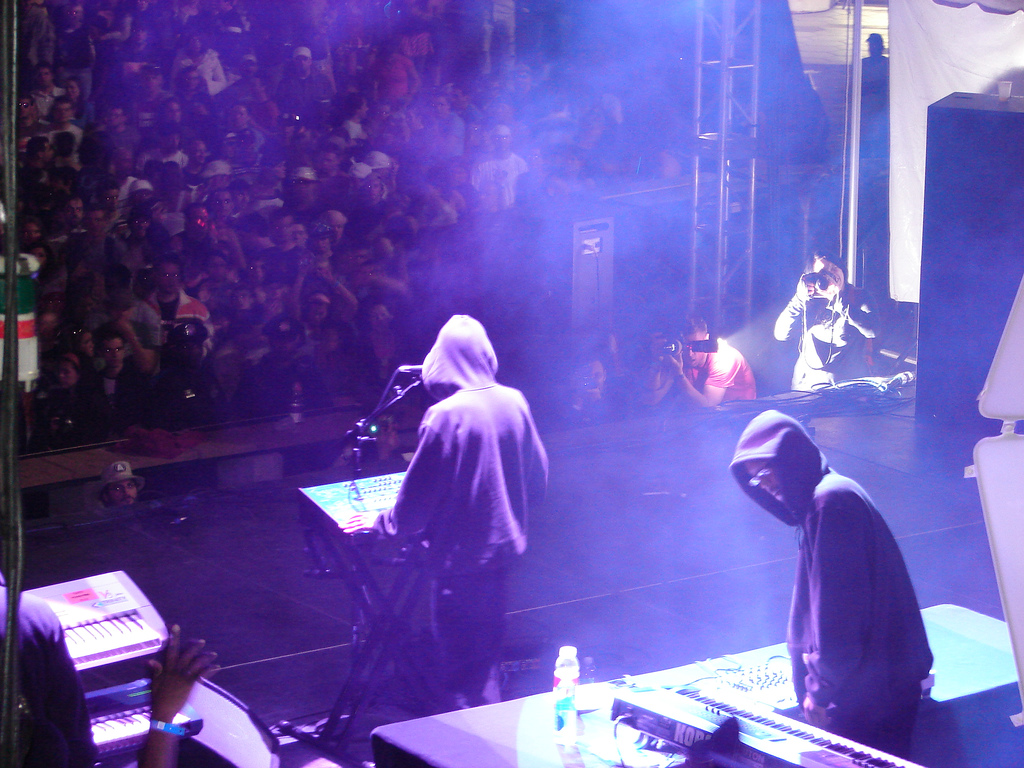
Model 500於底特律電子音樂祭（DEMF）的演出盛況

確立鐵克諾成為正式音樂曲風，上述四位皆有功勞，然而阿特金斯可謂公認的「創始者」。阿特金斯在音樂上的貢獻，於1995年也被美國音樂科技雜誌《Keyboard Magazine》承認，將他票選為鍵盤音樂史上「十二名關鍵人物」之一。80年代早期，阿特金斯與「3070」理查·戴維斯（Richard "3070" Davis），和後來加入的約翰五號（Jon-5）成立音樂團體Cybotron。這個三人組前後發了不少受搖滾與electro音樂啟發的創作，其中最成功的單曲為〈Clear〉（页面存档备份，存于）（1983）與下一支較為陰鬱的〈Techno City〉（页面存档备份，存于）（1984）。
根據他日前MySpace介紹，阿特金斯聲稱「⋯創造『Techno』一詞來形容他們的音樂，並從未來主義作品與艾文·托佛勒的著作汲取靈感； 『cybotron』與『metroplex』等取名便是引用托佛勒的詞彙。阿特金斯用Techno一詞來形容早期大量使用合成器的樂團，Kraftwerk即是一例；不過很多人會將Kraftwerk，與胡安早期在Cybotron的作品標示為electro。」阿特金斯本來對Cybotron的單曲〈Cosmic Cars〉（页面存档备份，存于）（1982）感到很滿意；認為〈Cosmic Cars〉不但獨特，充滿日耳曼風情，還有用合成器呈現的放克勁道，然而當他後來聽到Afrika Bambaataa的〈Planet Rock〉（页面存档备份，存于）（1982）之後，才發現那才是他心目中最理想的音樂。受到Afrika Bambaataa的啟發，他決心要繼續實驗創作，也鼓勵桑德森與梅一起努力。
後來阿特金斯開始以Model 500的藝名製作自己的音樂，到了1985年成立Metroplex音樂廠牌，並於同一年發行名為〈No UFOs〉（页面存档备份，存于）的鉅作，那是首度引起廣泛討論的底特律派單曲，也是Techno發展的重要轉捩點。關於這段歷史，阿特金斯說道：
我在1985年二、三月左右成立Metroplex，並發行〈No UFOs〉，當時我以為只能剛好打平，誰知道居然賣了一萬到一萬五千張。我從來沒想過自己唱片在芝加哥會紅。當時德里克的爸媽剛好搬去那，德里克得常常往返於底特律和芝加哥之間，所以當我的〈No UFOs〉出來時，他就帶幾張到芝加哥送給當地的DJ，結果就紅了。

### 底特律之聲
早期製作人利用日趨便宜的編曲機與合成器，融合歐洲合成器流行樂（synth-pop）美學與靈魂、放克、迪斯可與electro，替電子舞曲打開全新的視野。他們刻意遠離摩城之聲（The Motown Sound）（页面存档备份，存于），也就是R&B與靈魂樂的傳統編曲方式，全心投入科技實驗。
近五年來，底特律地下音樂界開始利用科技做各種實驗，發明各種創意玩法。隨著編曲機與合成器的價格下跌，更多實驗也跟著如火如荼的展開了。簡單來說，我們厭倦有關戀愛或失戀的歌曲，厭倦整個R&B系統；現在一種新的前衛聲音已浮現，我們稱它為Techno！

－胡安·阿特金斯（1988）
這種新底特律音樂於1988年，由德里克·梅與一位音樂記者，解釋為一種與摩城完全無關的「後靈魂」（"post-soul"），然而十年後卻被另一名音樂記者喻為一種「靈魂律動」（soulful grooves），說它混合了摩城的重節奏風格與當時的音樂科技。梅對這種音樂有個耳熟能詳的形容：「⋯和底特律一樣⋯是個天大的謬誤。就像把喬治·柯林頓（George Clinton）與Kraftwerk塞在同一座電梯，只留下一台編曲機給他們打發時間。」胡安·阿特金斯對Techno的解釋是：「是聽起來像科技的音樂，不是聽起來像音樂的科技。意思是說，你平常大多聽到的音樂都是由科技做成，不管你有沒有意識到。但聽Techno的時候，你鐵定會知道。」
新音樂影響了各種極為不同的電音曲風，卻也維持本身獨立的曲風，這種曲風俗稱「底特律派」。

### 芝加哥
鐵克諾的製作人，特別是梅與桑德森，承認非常喜歡上芝加哥舞廳，且深受浩室音樂影響。梅於1987/1989年發行的熱門單曲〈Strings of Life〉（页面存档备份，存于）（以藝名Rhythim Is Rhythim發行）就同時被浩室與鐵克諾界認定是經典鉅作。
但阿特金斯也認為，頭一批迷幻浩室音樂（acid house）製作人，為了要讓浩室音樂脫離迪斯可的陰影，有試著要揣摩鐵克諾的聲音。甚至有一種說法，是說芝加哥浩室其實是法蘭基·納可斯（Frankie Knuckles）利用一台從德里克·梅那兒購得的鼓機玩出來的。胡安·阿特金斯聲稱：
德里克將一台TR909鼓機賣給芝加哥DJ法蘭基·納可斯。此時Powerplant舞廳已經在芝加哥開了，但還沒有任何芝加哥DJ有自己的創作。他們當時流行放義大利進口唱片；〈No UFOs〉是唯一美國出產的獨立唱片。後來法蘭基·納可斯開始在他Powerplant的表演中使用909鼓機，接著有人把Boss公司剛推出的小型取樣腳踏板也帶去那，剛好有人在用麥克風唱歌，他們就把聲音取樣，通過節奏軌放出來。有了鼓機與取樣機，他們就能在派對上放自己的音樂，事情接二連三開始發生，後來奇普·伊（Chip E）用909作了自己的唱片，從那開始每一位芝加哥都要借那台909來做自己的唱片。
在英國，以浩室音樂為主的舞廳從1985年開始持續成長，其音樂環境受到倫敦、曼徹斯特、諾丁漢、謝菲爾德與里茲等地區的舞客支持。促成早期浩室在英國走紅的功臣為DJ麥克·皮克林（Mike Pickering）、馬克·摩爾（Mark Moore）、科林·費弗（Colin Faver）與格拉姆·派克（Graeme Park）。

#### 迷幻浩室
到了1988年，浩室音樂在英國大為流行，而迷幻浩室也開始漸漸走紅。拜音響團所賜，倉庫派對次文化（warehouse party subculture）（页面存档备份，存于）在1988年已有良好基礎，當時主要播放的音樂為浩室。同一年，丹尼·蘭普林（Danny Rampling）與保羅·歐肯佛德（Paul Oakenfold）各自開了Shoom與Spectrum舞廳，引進源自伊薇莎島（Ibiza）DJ阿佛列多·菲爾洛（Alfredo Fiorito）之手的巴利亞利風格（Baelearic）派對。兩家夜店很快就成為迷幻浩室的代名詞，此時快樂丸（MDMA）也開始成為派對流行用藥。英國其他重要舞廳包括里茲的Back to Basics，謝菲爾德的Leadmill和Music Factory，與曼徹斯特的The Haçienda（页面存档备份，存于）。而麥克·皮克林與格拉姆·派克的星期五放歌地點Nude，則成為美國電子舞曲的推廣園地，其中當然包括來自底特律的首批鐵克諾音樂。
迷幻浩室派對熱潮在倫敦與曼徹斯特竄升，很快就成為一種文化現象。體內充斥著MDMA的舞客，無法接受只到凌晨兩點的商業舞廳營業時段，於是轉而到持續整晚的倉庫派對尋求庇護。為了躲避媒體注意與警察追緝，這些下班後的娛樂活動很快便地下化，然而在一年之內，一些倉庫派對漸漸演化成具商業規模的大型派對，稱「瑞舞派對」（raves），且平均每場會吸引約一萬人次前來參與；可想而知，媒體風暴隨即接踵而來。
浩室與迷幻浩室的成功算是替底特律之音鋪路，開發更廣的聽眾群，但反之也亦然；鐵克諾起先是受到少數芝加哥、紐約與英國北部浩室舞廳的支持，底特律本地舞廳後來才迎頭趕上。不過根據DJ馬克·摩爾的說法，在1987年又是〈Strings of Life〉（页面存档备份，存于）先讓倫敦舞客開始漸漸接受浩室音樂。

### 《Techno！來自底特律的新舞曲》

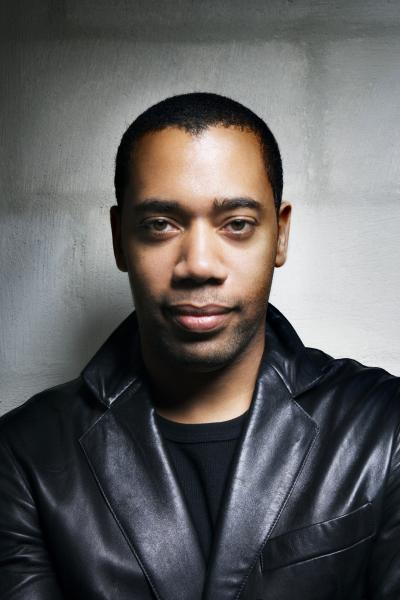
底特律鐵克製作人
卡爾·克雷格

80年代末的電子舞曲熱潮為Techno提供一個脈絡，使其發展為具辨識度的正式曲風。在1988年中，英國發行
《Techno！來自底特律的新舞曲》（Techno! The New Dance Sound of Detroit）（页面存档备份，存于），一張由前Northern Soul靈魂樂DJ兼Kool Kat廠牌老闆，尼爾·魯斯頓（Neil Rushton）（他當時是維京廠牌旗下品牌『10 Records』的星探）與德里克·梅收編的合輯，那是紀錄「Techno」首次以正式曲風名稱登場的重要里程碑。這張專輯雖然成功將「Techno」拱入音樂報導詞庫，Techno本身還是有段時間，被大眾認為是一種底特律版的高科技芝加哥浩室，而非純粹自成一格的曲風。事實上，該合輯的暫定標題原為《底特律的浩室之音》（The House Sound of Detroit），直到加入阿特金斯的作品〈Techno Music〉（页面存档备份，存于），才趨使他們重新考量標題名稱。魯斯頓日後說明合輯的最終名稱是由他、阿特金斯、梅與桑德森一起決定的。底特律三巨頭同聲反對將他們的音樂稱為某種地域性浩室；提議用另一個詞彙替換，這個詞彙他們已經私下使用很久了，那就是「Techno」。
德里克·梅認定那是他一生中最忙的時光，他憶道：
忙著跟卡爾·克雷格（Carl Craig）合作、忙著幫凱文、幫胡安、想辦法幫尼爾·魯斯頓打通人脈、想辦法幫布萊克·巴克斯特（Blake Baxter）背書，希望大家都認同他、想辦法說服沙克（Shake）（安東尼·沙克爾〔Anthony Shakir〕）讓他了解自己應該更果決…還有繼續作音樂、替底特律WJLB廣播電台節目《Street Beats》錄製Mayday混音帶、經營Transmat唱片廠牌…這麼多年來，根本沒人甩我和胡安在底特律到底在幹麻，忽然之間我卻發現自己還要應付嫉妒我們的人，真是天外飛來一筆。
雖然魯斯頓的合輯賣得不好，讓維京唱片很失望，但該合輯成功替Techno奠定明確的身分，而且對Techno音樂和製作人在歐洲的平台設立上貢獻良多。基本上，這張合輯的推出有助於區分底特律Techno、芝加哥House，與80末90初瑞舞年代產生的其它種類電子舞曲；而在那段瑞舞期間Techno也變得更有野心，更獨樹一格。

### 底特律舞廳：「音樂學院」
1988年中，隨著底特律音樂環境逐漸蓬勃，一間稱「音樂學院」（Music Institute），簡稱MI的新夜店，在底特律市中心隆重開張。場地來自喬治·貝克（George Baker）與奧爾頓·米勒（Alton Miller），由達里爾·永利（Darryl Wynn）與德里克·梅擔任星期五排班DJ，貝克與切斯·達米爾（Chez Damier）擔任同志派對為主的星期六排班DJ。該舞廳於1989年11月24日關門歇業，德里克·梅在最後一場播放〈Strings of Life〉（页面存档备份，存于），並疊上塔樓鐘鳴聲的音效。梅解釋道：
「這一切都是陰錯陽差所至，所以它並不持久，因為我們本來就沒有打算一直持續下去。我們（MI）結束營業時，每個人的個人演藝事業正開始要起飛，所以或許這樣的安排才是最好的。我認為當時是我們正在巔峰－每個人都精力無窮，也不確定自己定位在哪，或如何發揮自己的潛力；我們沒有任何約束、沒有任何標準，一切只管放手去做，那就是為何出來的東西會這麼不一樣，這麼創新，那也是為何⋯我們得到精粹中的精粹。」
雖然壽命不長，MI卻以徹夜DJ表演、素淨白色舞廳與「精力果汁」（"smart drinks"）(MI 從不賣酒)揚名國際。根據作家丹·席科（Dan Sicko）的說法，「MI與底特律早期先鋒，共同孕育出該城最重要的音樂次文化－一個即將登上國際舞台的音樂次文化」

## 發展
八零年代末、九零年代初誕生後，樂風發展擴張未有間斷，形成幅員遼闊的音樂光譜；如今從流行取向的魔比（Moby），到反商業主義音樂集團Underground Resistance（UR）等風格截然不同的音樂，都一同稱作Techno。尤其德里克·梅在《Beyond the Dance》（1989）與《The Beginning》（1990）等作品中所作的實驗更是被評為「將Techno一次帶領至多種不同的新方向，對此樂風所造成的廣大衝擊如同約翰·柯川（John Coltrane）對於爵士的影響。」Techno在歐洲於1988年到1992年之間快速竄紅，並且在英國、德國、比利時已有廣大的地下擁護族群，這一切都要感謝名為瑞舞的派對族群以及不斷成長的舞廳文化。

### 出走

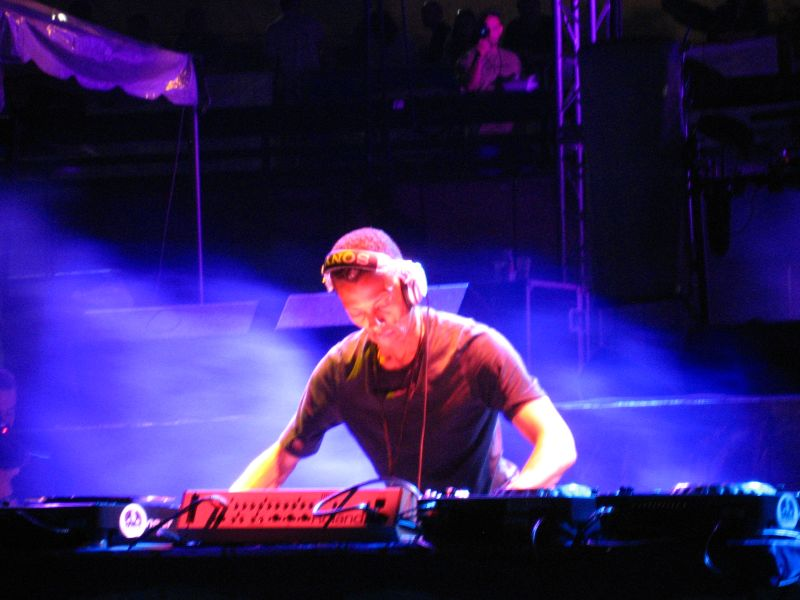
UR廠牌創始人之一：傑夫·米爾斯

在美國，除了地域性的音樂環境，例如底特律、紐約與芝加哥，Techno的發展其實相當有限。由於缺乏機會，底特律製作人在祖國的發展屢屢受挫，他們因而轉向歐洲尋求工作機會。很快的，第一波移民海外的底特律製作人，就發現身邊多了很多新加入的後起之秀，也就是俗稱的「第二波」（The Second Wave）；這些音樂人包括卡爾·克雷格、Octave One、傑伊·德恩罕（Jay Denham）、肯尼·拉金（Kenny Larkin）、斯塔塞·普倫（Stacey Pullen）還有UR廠牌旗下的傑夫·米爾斯（Jeff Mills）、麥克·班克斯（Mike Banks）與羅伯特·胡德（Robert Hood），他們都正致力於發展自己獨特的聲音。除此之外，一群紐約製作人在此時也開始展頭露腳，最著名的為法蘭基·波恩斯（Frankie Bones）、蘭尼·低（Lenny Dee）與喬伊·貝爾特勒姆（Joey Beltram）；此時在靠近底特律的安大略省溫莎市，瑞奇·哈汀（Richie Hawtin）與事業夥伴約翰·阿夸維瓦（John Acquaviva）也推出極具影響力的廠牌Plus 8。1990到1992年間，Techno在美國的發展刺激了日後在歐洲，尤其是德國的擴張與分支。在柏林，隨著自由派對聚會場所UFO的關閉，一家稱Tresor的舞廳於1991年開張。該場所是標準的Techno教堂，它們招待最頂尖的底特律製作人，其中一些製作人後來甚至移居柏林，當1993年開始英國舞廳對於Techno的熱情漸漸趨緩，柏林就成了歐洲非官方的「Techno首都」。
雖然被德國搶去不少風光，比利時在此階段也是第二波Techno的重要據點。來自比利時根特市的R&S廠牌， 推行由貝爾特勒姆與西·階·博蘭（C.J. Bolland）等「天才少年」所創造的重口味Techno，被一位音樂記者形容為「強悍、金屬般的曲子⋯其刺耳、違和的合成器聲線聽起來彷彿是很痛苦的後龐克團Hoover。」

### 柏林

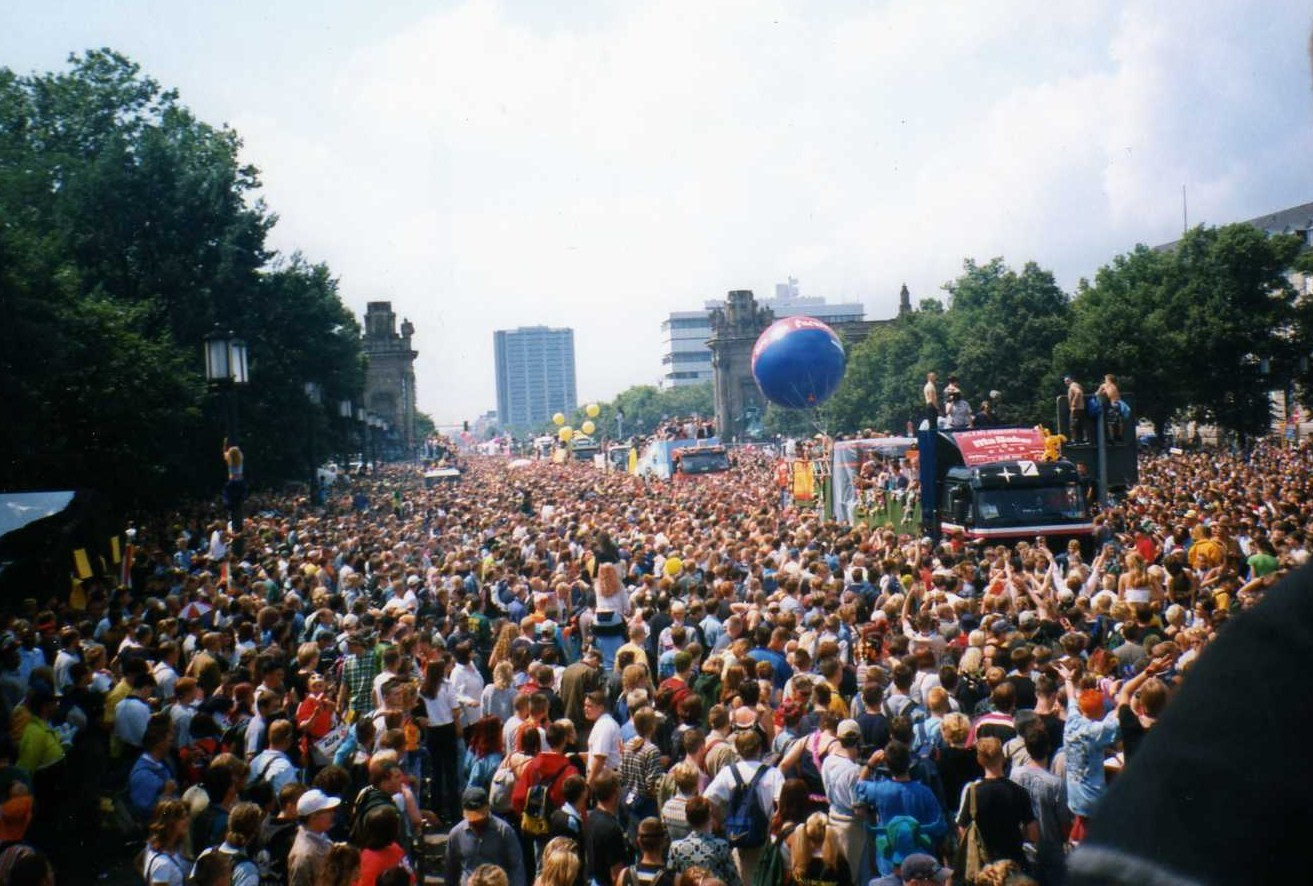
1997年柏林Love Parade音樂祭

德國在八零年代，和美國電子舞曲的相識過程與英國類似。如同英國，德國在1987以芝加哥音樂為主的派對環境，早已打下良好基礎，隔年（1988年）迷幻浩室對德國流行文化意識的衝擊，也與英國相仿。在1989年，兩名德國DJ偉斯特邦姆Westbam）與莫特博士（Dr. Motte），一起成立違法派對場所UFO，也共同創立了Love Parade，而在1989年11月9號柏林圍牆倒塌後，各種地下Techno免費派對，也在東德區如雨後春筍不斷浮現，與英國不相上下的瑞舞環境就此誕生。東德DJ保羅·凡戴克（Paul Van Dyk）反映，Techno是當時東西德統一初期，重建社會凝聚力的重要力量。
1991年，數家派對場所面臨關閉，其中也包括UFO，因此柏林的Techno音樂環境，轉而集中在三家位於柏林圍牆附近的舞廳：「Planet」（後來由保羅·凡戴克更名為E-Werk）、「Der Bunker」與較為長壽的「Tresor」。當時的軍裝熱潮（在Techno同好之間蔚為風尚）正是從Tresor開始的，由一名叫坦尼斯（Tanith）的DJ所發起；可能是受Techno音樂的地下美學，或UR的軍事形象影響所至。當時的德國DJ開始試著加快音樂速度，並將聲音變得更為凶殘。迷幻派逐漸變成硬蕊派（hardcore techno）。DJ坦尼斯反映道：「柏林一直都是走硬派路線，硬蕊嬉皮、硬蕊龐克、現在我們又有了非常硬蕊的浩室。」當時我放的歌平均bpm都有到135，而且每隔幾個月會再增加15bpm。這種新的聲音是受到荷蘭的gabber，與比利時硬蕊曲風影響形成；以本身變態的形式，與Underground Resistance和瑞奇·哈汀的Plus 8廠牌致敬。其他的影響因素，包括八零年代中期來自歐洲的電體音樂曲風（Electronic Body Music）團體，例如DAF、Front 242與Nitzer Ebb。在德國，樂迷將這種音樂稱為「Tekkno」（或『Bretter』）。

#### 《柏林與底特律：Techno雙雄》

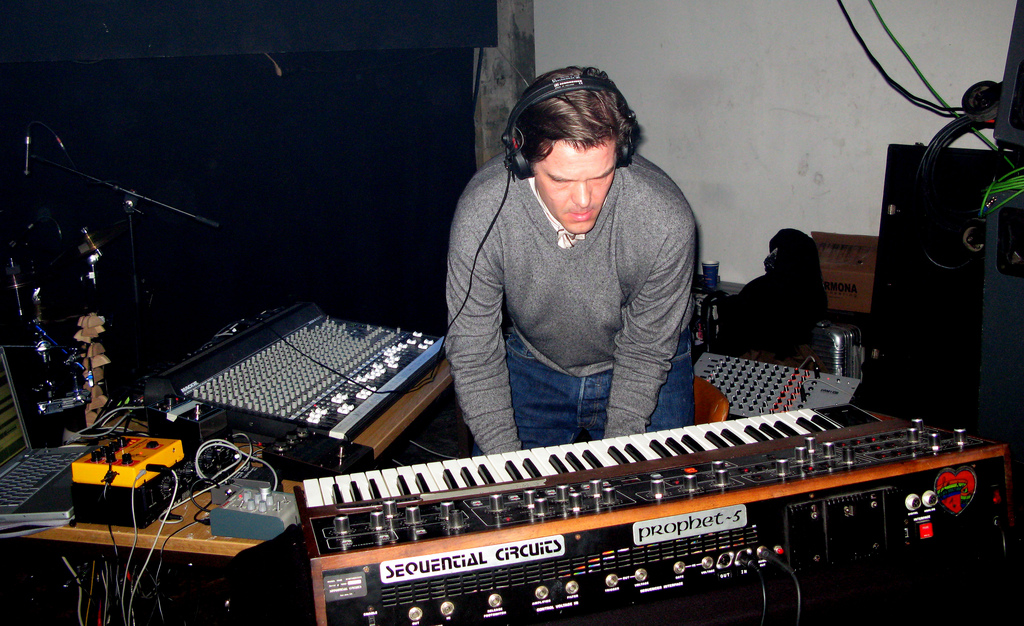
basic channel與Maurizio廠牌老闆：
莫里茨·範·奧斯瓦爾德

在1993年，德國廠牌Tresor Records推出《柏林與底特律：Techno雙雄》（Tresor II: Berlin & Detroit – A Techno Alliance）合輯，那是底特律音樂對德國Techno環境影響的見證，更是慶祝兩座城市之間的「相互敬佩盟約」。隨著九零年代邁入中期，柏林儼然成為底特律製作人的避風港；傑夫·米爾斯與布萊克·巴克斯特甚至在那住過一段時間；而在同一時期，透過Tresor（页面存档备份，存于）的幫忙，Underground Resistance也開始陸續發行它們的X-101/X-102/X103系列專輯，胡安·阿特金斯開始和托瑪斯·費曼（Thomas Fehlmann）與莫里茨·範·奧斯瓦爾德（Moritz Von Oswald）所組成的團體3MB合作，隸屬Tresor的廠牌Basic Channel也將它們的音樂母帶送到底特律的National Sound公司進行後製；那是當時底特律音樂圈的主要母帶錄音室。從某方面來說，流行電子音樂算是兜了一圈回來，畢竟當初來自德國杜塞道夫的音樂團體Kraftwerk，是影響八零年代電子舞曲最深的音樂團體。話又說回來，其實以前的芝加哥浩室也有受到德國的影響，因為當初喬奇歐·莫拉德與彼得·貝洛特（Pete Bellotte）就是在德國慕尼黑，創造出風靡七零年代的歐陸迪斯可（euro-disco）和合成器流行音樂（synth-pop）。

### 極簡派

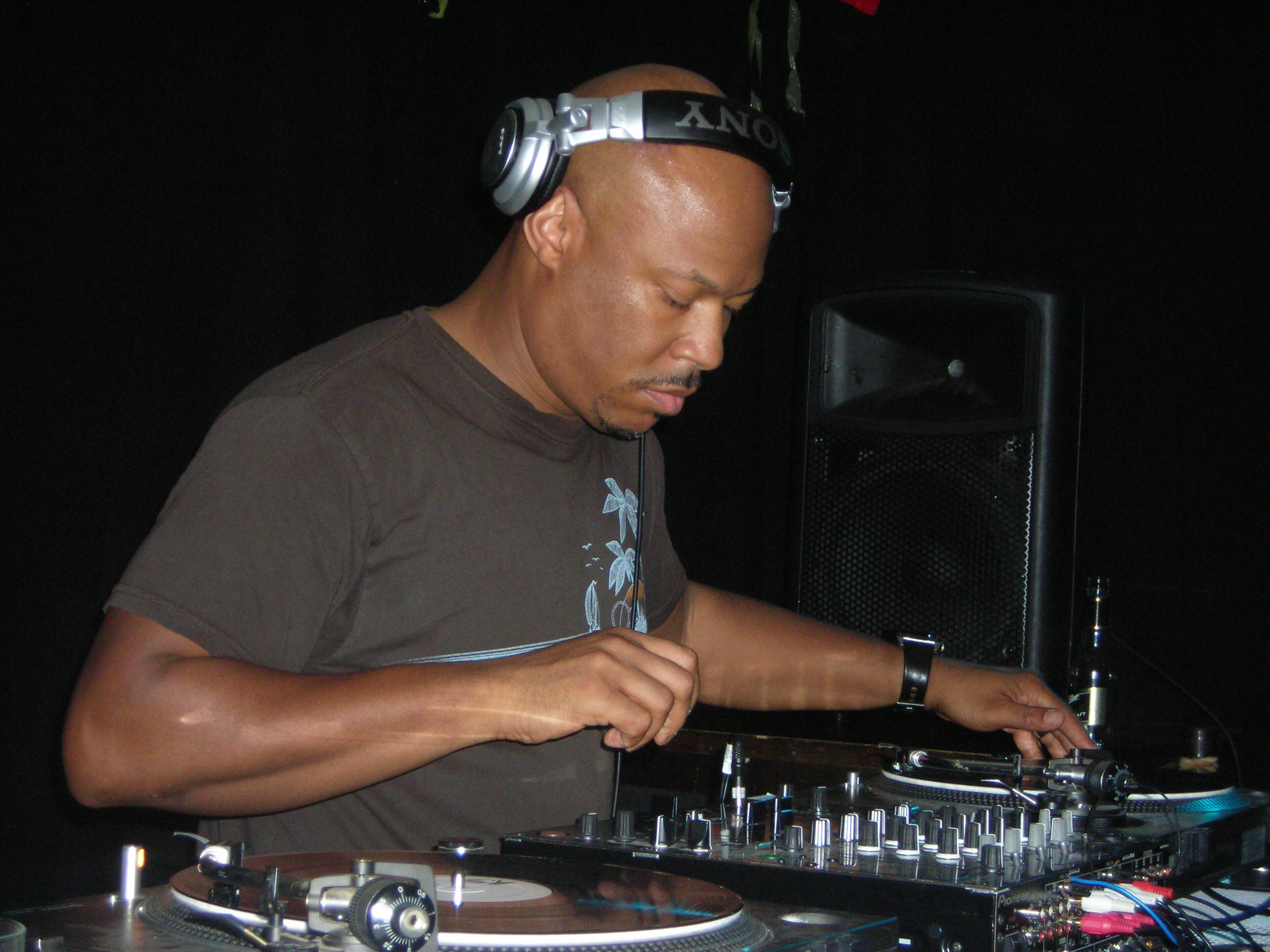
極簡派始祖：羅伯特·胡德

隨著電子舞曲逐漸變化，一些底特律製作人開始質疑樂風發展的方向，於是「極簡派」（minimal techno）應運而生（製作人丹尼爾·貝爾〔Daniel Bell〕對於該名詞很有意見，他認為「極簡」這詞所指涉的意涵過於「藝術」）。羅伯特·胡德，一位來自底特律的製作人，也曾是UR的一員，是眾所公認的極簡樂派催生手。胡德形容九零年代早期樂派「太過瑞舞」，那種催快的速度後來成為gabber曲風的前身。這種潮流使原本標榜靈魂律動的原始底特律派日趨沒落，也驅使胡德與其他製作人改變他們音樂的本質，創造一種「分解後，最基本的原始聲音。只剩鼓、貝斯、放克律動與其中的必備要素。讓人們跳舞的必備要素。」

胡德解釋道：
我觉得丹（貝爾）和我都意識到有某種東西不見了－一種元素⋯在當時我們所聽到的Techno裡消失了。那時的音樂從製作角度 聽起來很棒，但卻少了舊有音樂有的一種『jack』元素。人們會抱怨Techno中已經聽不到放克，聽不到感情了，而簡單的解決方法就是加進人聲與鋼琴，來填補情感的缺失。但我認為是時候該回歸最初的地下音樂了。

### 爵士樂影響元素

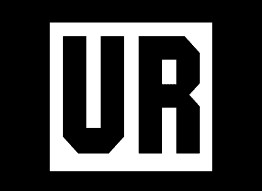
底特律Techno集團Underground Resistance

很多爵士樂對樂風有間接或直接的影響，這種影響導致某些作品的節奏與和弦逐漸複雜化，而來自曼徹斯特的組合808 State，更以迷你專輯《Quadrastate》中收錄的〈Pacific State〉（页面存档备份，存于），與《Ninety》中收錄的〈Cobra Bora〉（页面存档备份，存于）等名曲，助長這波爵士風氣。當時在底特律，受這種所謂爵士感性影響最深的製作人，非麥克·班克斯莫屬，他在Underground Resistance下所發行的經典專輯《Nation 2 Nation》（1991）即是一例。到了1993年，底特律的Model 500，與UR的藝人團體，以〈Jazz is The Teacher〉（1993）與〈Hi-Tech Jazz〉（页面存档备份，存于）（1993）等名曲，開始積極指涉此曲風；後者叫做Galaxy 2 Galaxy，是一個自稱建立在Kraftwerk「人體機器」（man-machine）信條上的爵士計畫。此風潮後來的跟隨者，大多為深受爵士樂與UR影響的英國Techno製作人，例如戴夫·安喬（Dave Angel）和他的EP《Seas of Tranquility》（页面存档备份，存于）（1994）。

### 聆智派
在1991年，英國音樂記者馬修·柯林（Matthew Collin）寫道：「歐洲或許有強大的環境與能量，但幕後指引其意識型態的其實是美國⋯若比利時Techno提供橋段，德國Techno提供聲音，英國Techno提供碎拍，那麼底特律就是提供純粹的思維深度。」到了1992年，許多歐洲製作人與廠牌，嘗試矯正所謂原始Techno理想的腐敗與商業化，於是一種對瑞舞文化的普遍排斥感油然而生，而一種追求「深度」，或以底特律的角度來說就是「純粹」的Techno美學，也進而開始生根發芽。底特律派經歷整段瑞舞時期，不但維持了其藝術上的堅持，還啟發新一代的「聆智派」（intelligent techno）製作人。
隨著九零年代中期的到來，聆智派一詞普遍被用來區分較為「純粹」的Techno，和同源、但音樂內容早已大異其趣的曲風，包括過於商業化的分支，與較為硬派，瑞舞取向的breakbeat hardcore、Schranz，與荷蘭Gabber。音樂評論家西蒙·雷諾茲（Simon Reynolds）認為這種發展「⋯徹底迴避瑞舞音樂中的極端後人類主義與享樂功能面向，回歸到較為傳統的創作概念，也就是導演主創論（authuer theory）中將科技人性化的孤獨天才一說⋯。」
許多唱片公司得以從新趨勢之中獲利，發行合輯《Artificial Intelligence》（页面存档备份，存于）的音樂廠牌Warp即是一例。Warp創辦人兼總經理史帝夫·貝克特（Steve Beckett）回憶這段時期說道：
當時的舞曲環境正在轉變，我們聽到很多B-sides，不算舞曲但富有高度趣味性，可以被歸類在實驗或前衛搖滾曲風，所以我們決定出 《Artificial Intelligence》這張合輯，結果這張合輯居然成為歷史的見證…這種感覺彷彿我們在帶領市場，而非市場在控制我們。我們的音樂適合在家聆聽，而非 在舞廳或舞池上：人們可以在晚上回到家累到快發瘋時，從聆聽迷幻詭異的音樂中得到最有趣的體驗。這種音樂族群正開始逐漸增加。
Warp最初以「電子聆聽音樂」一詞來行銷《Artificial Intelligence》（页面存档备份，存于），但很快就以「聆智派」取而代之。同一期間（1992-93）也有許多其他曲風名稱不斷散播，例如休閒椅派（armchair techno）、氛圍派（ambient techno）和electronica，但其實都在形容給「後瑞舞時期」聽眾「久坐聆聽」和「在家聆聽」的音樂。繼該合輯在美國獲得商業成功之後，「聆智舞曲」後來被普遍使用形容九零年代中期到末期實驗電子舞曲。
雖然聆智舞曲與electronica在商業上的成功主要要歸功於Warp，九零年代初其實有許多重要的廠牌，與最初追求「深度」的潮流有關，卻在當時沒有獲得什麼注意。其中包括Black Dog Productions（1989）、卡爾·克雷格的Planet E（1991）、柯克·德吉奧吉奧（Kirk Degiorgio）的Applied Rhythmic Technology（1991），Eevo Lute Muzique（1991）、General Production Recordings (1991)、New Electronica(1993)、Mille Plateaux (1993)、100% Pure (1993)與 Ferox Records (1993)。

### 免費Techno派對

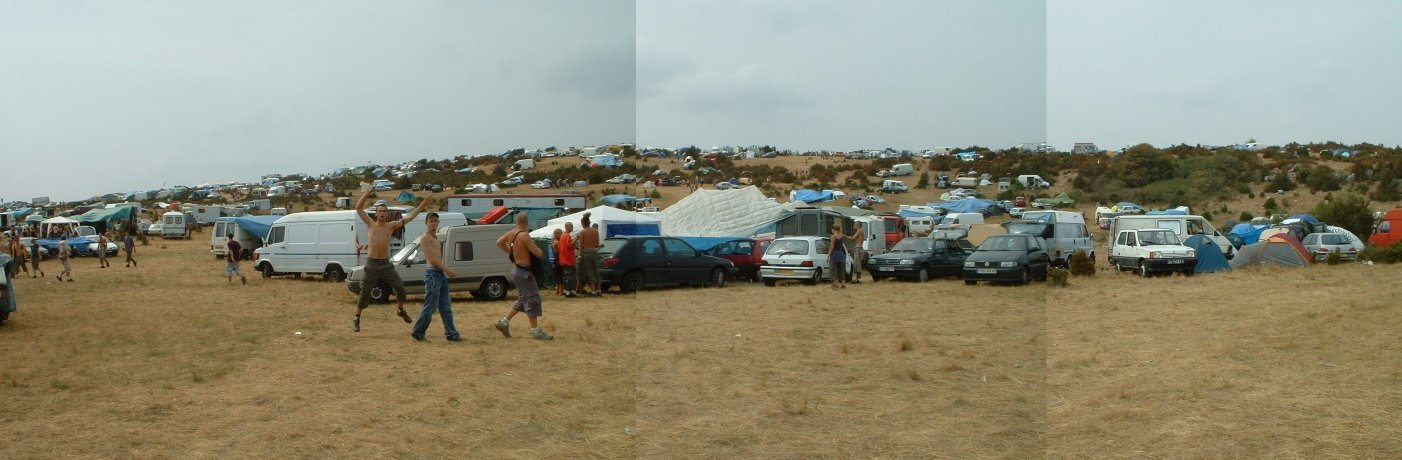
法國teknival音樂祭Larzac

在九零年代早期，一種屬後瑞舞（post-rave）的DIY免費派對場景，在英國開始生根。此場景主要由兩種族群組成－來自都會空屋竊居界（urban squat scene）的倉庫派對族群，與受政治運動啟發的新世紀浪跡者（new age travellers）；其中由新世紀浪跡者，提供既有的郊區音樂祭系統，讓空屋竊居者與瑞舞族群能立即承襲運用。當時較為活躍的派對音響團，有布萊頓地區的Tonka，諾丁漢的DiY、Bedlam、Circus Warp、LSDiesel與倫敦的Spiral Tribe（页面存档备份，存于）。免費派對時期的最巔峰，發生於1992年五月，當時在派對消息發布僅僅24小時內，就有三萬五千人潮湧入凱梭蒙頓公有地音樂祭（Castlemorton Common Festival）（页面存档备份，存于），享受為期五天的徹夜狂歡。
該音樂祭是導致英國政府於1994年頒布刑事司法與公共秩序法案的主因。這個法案徹底殲滅了英國的免費派對活動，迫使浪跡藝術家紛紛離開英國，往歐陸、美國、印度果亞、泰國帕岸島與澳洲東岸等地區發展。而在歐洲其他地區，由於受到來自英國的旅行音響團啟發，瑞舞活動得以延續其生命並持續往內陸擴散。Spiral Tribe（页面存档备份，存于）、Bedlam與其他英國音響團，將互助合作的Techno理想帶到歐洲，尤其是東歐；那兒生活費較便宜，而且觀眾都能迅速吸收並發揮免費派對的意識型態。歐洲的各種Teknival免費派對（页面存档备份，存于），例如捷克共和國的Czechtek（页面存档备份，存于），刺激了法國、德國與荷蘭的音響團，而這些音響團很快的就找到屬於自己的觀眾群，並以阿姆斯特丹與柏林等城市的空屋為主要活動中心。

### 樂派分支
在1994年，有許多來自英國與歐洲的製作人，致志於創作底特律風格的Techno音樂，然而當時也有很多製作人不斷互相較勁，努力創作其他種類的電子舞曲。他們有些會從底特律派美學汲取靈感，有些則會合併過去舞曲的不同元素，於是許多新品種曲風格開始誕生（主要來自英國）。在這些新型電子舞曲中，有些依稀聽得出Techno的影子，有些則聽起來截然不同。Jungle音樂（鼓打貝斯）就是最明顯的例子，它顯然受到嘻哈、靈魂樂與雷鬼樂的影響多過於底特律與芝加哥的電子舞曲。
隨著舞曲的多樣性（與商業性）日漸演變，早期瑞舞時期所特有的集體意識黯然消逝，取而代之的是各別獨立的派系，每支派系都有其特有的態度與對未來舞曲（或非舞曲）發展的看法，其中包括傳思（trance）、工業派（industrial techno）、迷幻派（acid techno）與happy hardcore。較為小眾的分支或相關曲風，包括bleep派，那是主要源於英國謝菲爾德區的地域性分支。bleep派於1989 到1991年受到些許矚目，所創造出的音樂環境，也是Warp廠牌一炮而紅的一大主因（關鍵點在於Warp的第五張發行作品：LFO的同名專輯黑膠唱 片）。到了九零年代末，一批屬後派（post-techno ）的電子舞曲逐漸浮現，包括wonky派、街頭派（ghettotech）（一種結合Techno美學、嘻哈與浩室音樂的曲風）nortec、 glitch、digital hardcore和所謂的no-beat 派。

## 樂風前身

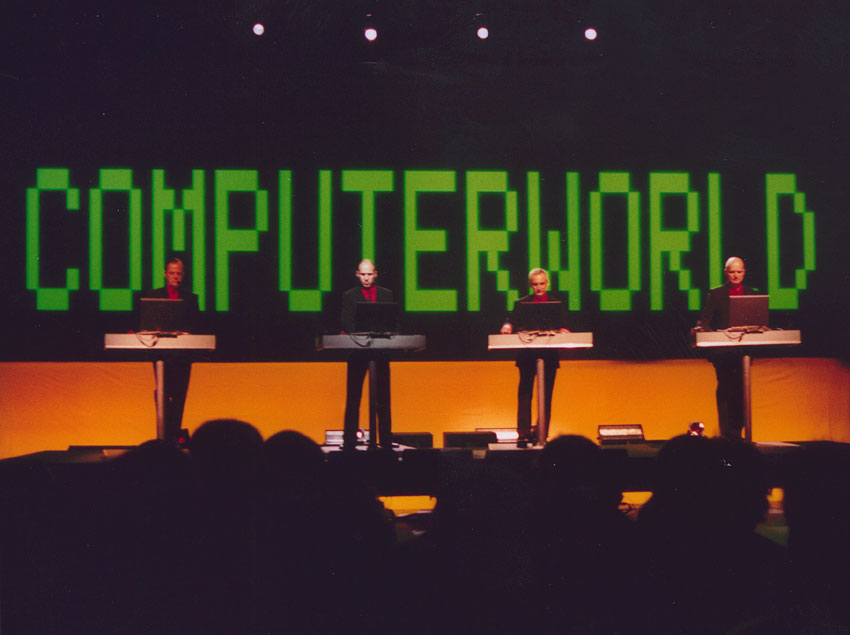
Kraftwerk '04年現場演出

在書中探討源頭時，作家科杜沃·愛生（Kodwo Eshun）主張「Kraftwerk之於Techno，就如同Muddy Waters之於the Rolling Stones：是正宗，是起源，是真品。」胡安·阿特金斯承認早期非常喜歡Kraftwerk與喬奇歐·莫拉德，尤其是莫拉德與唐娜·桑瑪（Donna Summer）合作的歌曲，以及莫拉德的《E=MC²》專輯。阿特金斯還說在1980年左右，他有張全部塞滿Kraftwerk、Telex、Devo、喬奇歐·莫拉德和蓋瑞·努曼（Gary Numan）的錄音帶，在開車時一定會瘋狂播放。但阿特金斯也說過在跟理查·戴維斯合作前，也就是進行電子樂器實驗兩年後，他並沒有聽過Kraftwerk的音樂。對於Kraftwerk的最初印象，阿特金斯說跟他自己較為「迷幻」的「怪異UFO音色」比，他們的音樂相對顯得「乾淨且精準」。
德里克·梅也承認受Kraftwerk和其他歐洲合成器音樂的影響。他說道：「那音樂聽起來非常時尚，而且純淨，對我們來說是無限美麗，和外太空一樣。我們本身住在底特律，那兒真的很少有美麗的東西，在底特律一切都是醜露的一團亂，所以我們被這種音樂吸引，那音樂彷彿點燃了我們的想像力！」
梅因此認為自己的音樂直接承襲了歐洲合成器音樂的脈絡。凱文·桑德森同樣也認為自己有受到歐洲的影響，但他強調自己受到用電子儀器創作音樂的概念啟發更甚：「我對於一切可以自己來這種理念比較有興趣。」
由於莫拉得，亞歷山大·羅伯特尼克（Alexander Robotnic）和克勞迪歐·西蒙那提（Claudio Simonetti）等歐陸迪斯可與義大利迪斯可（Italo disco）流行樂，和各種新浪漫主義合成器流行樂團體，例如Visage、The Human League和Heaven 17等樂團，在孕育Techno的底特律高校舞會大受歡迎，促使評論家開始重新定義起源，嘗試將這些底特律音樂先鋒縮小納入更寬廣的歷史脈絡，成為曲風演化的一部分。如此一來，原本在音樂歷史上的起源與分野說法逐漸不被採信。

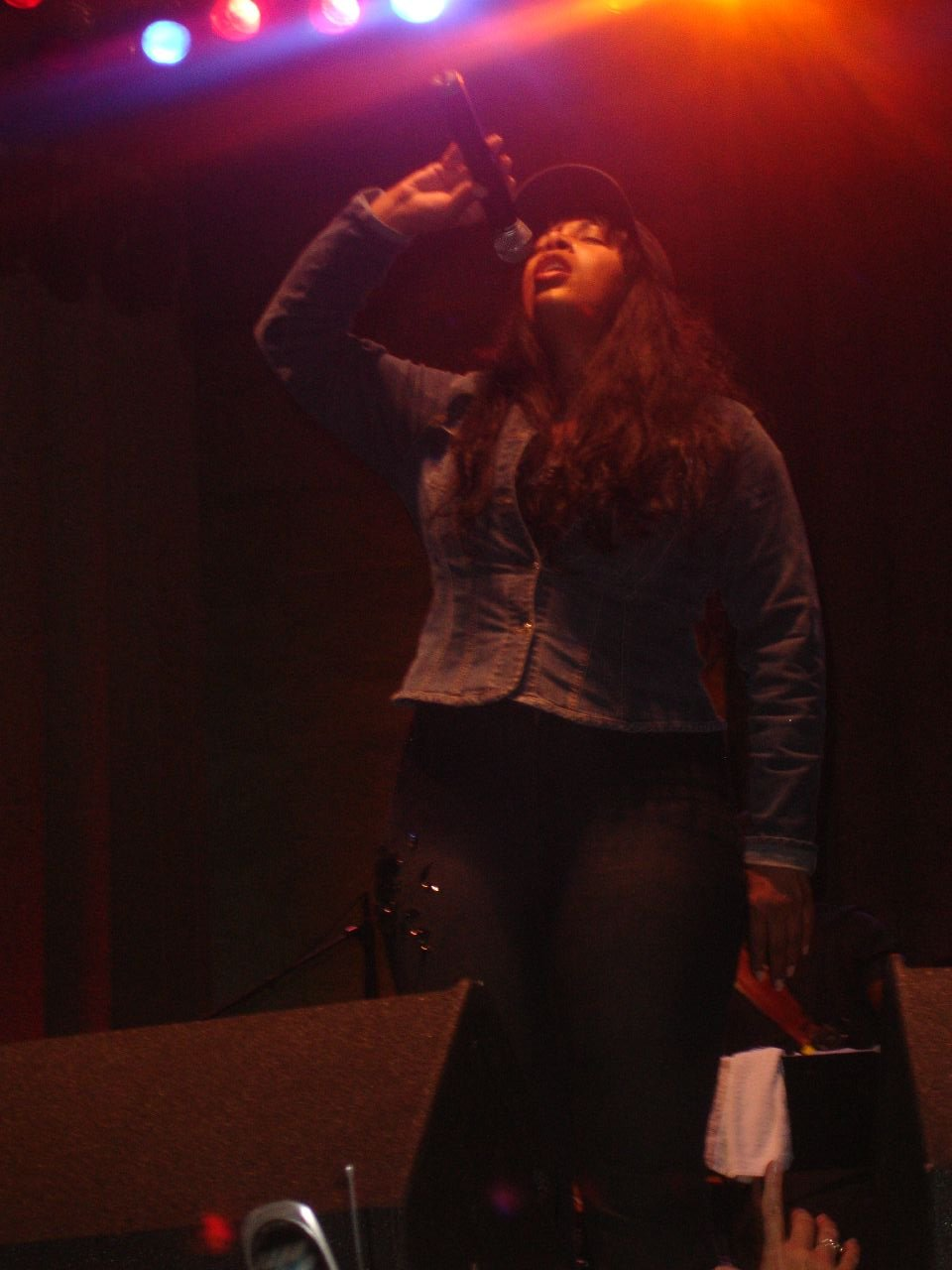
迪斯可歌姬：唐娜·桑瑪

為了支持這個看法，評論家舉出A Number of Names（1981）的單曲〈Sharevari〉，Kraftwerk（1977-83）較為動感的曲目，Cybotron（1981）最初的作品，唐娜·桑瑪與喬奇歐·莫拉得的〈I Feel Love〉，莫拉得的〈From Here to Eternity〉和曼努爾·句特辛（Manuel Göttsching）的鉅作《E2-E4》（1981）作為例證。另一則例子是1976年，巴黎的歐陸迪斯可製作人馬克·切羅內所推出的專輯《Love in C minor》；該專輯被稱作是第一張概念性迪斯可（conceptual disco）製作，也被譽為House、Techno與其他電子舞曲風格的開宗始祖。
當然，electro迪斯可與歐陸合成器流行樂，和Techno一樣依賴機器創造舞曲節奏，然而這種舉例並非毫無爭議性。很多人試著繼續往前推，尋找更久遠的電子舞曲根源，有些人來到了雷蒙·史考特（Raymond Scott）利用音序器寫成的電子音樂，〈The Rhythm Modulator〉、〈The Bass-Line Generator〉、〈IBM Probe〉等作品皆被視為是早期類似Techno前身的音樂；英國日報The Independent也對史考特的《Manhattan Research Inc.》評道：「史考特的重要性，在於他發現了電子音樂在節奏上的無限可能性，也因此打下了electro-pop、迪斯可，甚至Techno等舞曲的基礎。」另一則可能是電子舞曲前身的例子，出現在六零年代晚期的一捲錄音帶上，是英國BBC經典科幻電視劇《神秘博士》（Doctor Who）主題曲製作人戴莉亞·德比夏（Delia Derbyshire）的作品，聽起來幾乎與現代電子舞曲毫無差異。曾經是舞曲團體Orbital一員的保羅·哈特諾（Paul Hartnoll）認為這捲錄音帶「相當令人驚艷」，並說明那聽起來和任何「下禮拜即將在Warp廠牌發行的專輯」沒什麼兩樣。

## 音樂製作

### 風格要素
整體來說，Techno音樂非常便於DJ播放，因為大多屬純音樂編制（商業取向者除外），而且製作過程當中，大多會預設作品將呈現在連續的DJ混音輯（DJ Set），也就是DJ從一張唱片透過同步轉換，或「混音」，前進到下一張唱片的連續過程之中。大多數的器樂譜寫，在所有音樂參數中，最為強調「節奏」，但除此之外，人工音色的設計，與音樂製作科技使用上的創意，在整體Techno美學實踐佔相當大的比重。
主要鼓組，幾乎公認以四四拍（4/4）為主，意即以四分音符為一拍，每小節有四拍。在最簡單的形式中，大鼓會打在每個拍子上，而小鼓或拍手聲會打在每小節第二和第四拍，空心鈸則會打在每小節第二個八分音符上；大體來說這是一個迪斯可（或波爾卡）的鼓組，通行於House音樂，或類似Techno等受House影響的曲風之中。一般歌曲速度依照不同樂派風格，平均從120 bpm（一分鐘有120拍）到150bpm不等。
一些原始的底特律樂派，在鼓組的編制中會使用到切分音與複節奏，然而現在大多製作還是以迪斯可曲式為基底，再用其他的鼓機另外疊上複節奏，也因此那種切分音所產生的放克味道，成為辨認底特律派的指標之一。如今還是有很多DJ和製作人會利用這種特色，將自己的作品與商業化的Techno區隔開來，因為主流音樂鮮少會出現切分音。德里克·梅將這種聲音形容為「高科技部落主義」（Hi-tech Tribalism），是一種「充滿靈魂，很著重貝斯，也很著重鼓，很著重於打擊樂器的音樂。最初的Techno音樂，是一種聽起來非常高科技的打擊樂⋯散發出很強，很強的部落味道。你會以為自己來到了某種高科技部落。」

### 復古科技
最初底特律樂派製作人所運用的樂器，現在很多已成為復古音樂科技市場上的夢幻逸品，包括最經典的鼓機Roland TR-808和TR-909，以及貝斯合成器Roland TB303，和Roland SH-101、 Kawai KC10、Yamaha DX7、Yamaha DX100等合成器（曾經出現在德里克·梅1987年所發行，極為重要的作品《Nude Photo》中）。早期大多音樂編製是透過MIDI進行（雖然當時的TR-808和TB-303 皆沒有MIDI功能，只有DIN sync），利用Korg SQD1和Roland MC-50等硬體音序器編制，而古早音樂中聽到的少許取樣音效，則大多是Akai S900的傑作。
TR- 808與TR-909鼓機如今已經達傳奇的地位，這點從市場上的開價即可明白。在八零年代，808鼓機成為製作嘻哈音樂的基本配備，而909鼓機則在House與Techno音樂中找到歸屬。「是底特律派的先驅們，將909鼓機設為音樂節奏的基底，替這批羅蘭公司推出的古早節奏編曲機，打開重返市場的機會」
1995年九月英國音樂科技雜誌Sound on Sound寫道：
很少有高科技樂器，十年後的二手價僅稍低於原本定價。羅蘭公司出品，如今近乎傳奇的TR-909即是一例－當初於1984年發售的定價是999英鎊，而如今二手市場價格上看900英鎊！諷刺的是，這台機器問世不到一年，即被科技產品賣家下殺到大約375英鎊，以便讓位給為即將上市的TR-707和TR-727，在1988年價格又跌到新低，常常可見人們以少於200英鎊的低價，抱回一台二手909機器，有時甚至不到100英鎊。如今國內每個悔不當初的音樂家，一想到當初他們如何對100英鎊的909不屑一顧－或更慘，他們用50英鎊賣掉的909（有聽說過有位仁兄把他的TB-303送走嗎？那台機器，瘋狂收集家如今開價900英鎊－而他當初送走是因為賣不掉！），統統都想拿自己的MIDI導線上吊自殺。
到了1996年五月，根據Sound on Sound的報導，808的魅力已逐漸削減，但較稀有的TR-909反而成為「製作舞曲必備鼓機」，這種狀況會出現有幾個成因：909鼓機對於鼓聲有較大的掌握，還有較好的編寫系統，且附有MIDI系統。Sound on Sound報導說909如今市場要價大約900到1100英鎊之間，而808還是具有收藏價值，但最高價位只到700到800英鎊。這種價位在這篇報導發出後十二年間幾乎沒有變動，上網搜尋eBay即可查證。

#### 現代模擬器

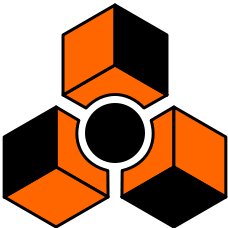
Reason軟體標幟

到了九零年代後半期，復古鼓機與合成器的強烈市場需求，驅使一些軟體公司開發模擬器，其中最顯著的例子是瑞典公司 Propellerhead所推出的Rebirth RB-338。發行於1997年五月，第一代Rebirth RB-338 只有兩台TB-303與一台TR-808，但第二代便增加了TR-909。Sound on Sound在1998年11月便將二代RB-338評為「最終Techno軟體組合」，並說它是「1997年重量級軟體成功事件」，美國Keboard Magazine更是評為「開啟前所未有的新範例：將模擬類比合成器音色、打擊樂合成器、以樂段為基礎的音序器，全部濃縮到一片軟體當中。」儘管ReBirth RB-338在市場上叱吒風雲，Propellerhead還是在2005年九月將它正式下架，並改為網路免費下載軟體，如今人人皆可在一個叫「ReBirth Museum」（页面存档备份，存于）的網站取得，站上還記載有關ReBirth的詳細歷史與發展資訊。
在2001年三月，第一代Reason問世，那是Propellerhead重金打造，要價300英鎊的軟體化電子音樂錄音室，其中包括14軌自動化數位混音器、99鍵多調「類比」合成器、經典羅蘭式鼓機、取樣/播放元件、類比式步進音序器、循環播放器、多軌音序器、八個效果處理器，與超過500MB的合成器升級檔和取樣檔。透過這項產品，Propellerhead「創造了唯有當產品符合時代精神，符合眾人需求，才會出現的熱潮」，Reason從此便受到市場歡迎，如今（2008年四月）已出到第四代。

### 技術演進
近年來，隨著電腦科技日漸普及，音樂軟體不斷改進，如今音樂製作科技發展，幾乎已到與傳統音樂演奏實作毫不相干的境界，筆電現場演奏（laptronica）與現場編碼（live coding）的浮現即是一例。而過去十年來，軟體虛擬錄音室的市場也逐漸開拓，如今Propellerhead的Reason，和Ableton Live，都受到大眾消費者的歡迎。
這些以軟體為主的音樂製作工具，相較於硬體為主的錄音室，為人們帶來既划算又可行的新選擇。多虧微處理器科技的高度發展，人們如今透過一台小小的筆記型電腦，就能製作高品質的音樂，而這些演化也促成音樂創作的民主化，導致素人音樂大增，並透過網路得以傳達到大眾社會。音樂家也可以將軟體合成器與效果器模組個人化，或設定不同的作曲環境，以創造出屬於自己的獨特聲音，而通常被拿來達成這種目的軟體有Max/Msp、Reaktor，以及免費軟體Pure Data、SuperColider，和Chuck。就某方面來說，科技的創新，讓過去一直是舞曲文化核心的DIY精神，又再度死灰復燃。

## 外部連結
- Ishkur's Guide to Electronic MusicArchive.today的存檔，存档日期2015-09-12

1. ↑  Carpenter, Susan. . The Spectator. 6 August 2002  [25 July 2012]. （原始内容存档于5 November 2012）.
2. ↑  . （原始内容存档于2016-07-29）.